# Scrupolo
Lo scrupolo (latino: scrupulum, diminutivo di scrupus: roccia aspra, aguzza) era un piccolo sasso e indicava un peso di 1/24 di oncia, e per estensione, 1/24 di altre misure. Metaforicamente lo scrupolo era qualcosa di simile a un sassolino pungente.
- come unità di peso e come moneta era 1/24 di uncia, o 1/288 di asse (circa 1,296 g).[1]
- una misura del terreno pari 1/288 di iugerum (circa 8,70 m²).[2]
- una misura del tempo pari a 1/24 di ora.[3]

Si possono anche trovare le forme scripulum, scriptulum, scriplus e scriptulus; scriptulum era anche associato alle linee della tavola per giocare a  dama (detta damiera).